# Dadiguranshe
Dadiguranshe – gaun wikas samiti w środkowej części Nepalu  w strefie Dźanakpur w dystrykcie Sindhuli. Według nepalskiego spisu powszechnego z 2001 roku liczył on 850 gospodarstw domowych i 4851 mieszkańców (2428 kobiet i 2423 mężczyzn).